# お江戸-O・EDO-
「お江戸-O・EDO」（おえど）は、日本のグラムロックバンド・ カブキロックスのファーストシングル。1990年5月21日発売。発売元はアポロン。オリコン最高順位12位（1990年5月21日）。

## 概要
表題曲「お江戸-O・EDO」は、「TOKIO」（沢田研二）を江戸時代風の歌詞にアレンジしてカバーした。デビュー前にこの曲でイカ天に出場し、仮イカ天キングを受賞。このときの映像は『いか天 [完全] 完奏版 1989 10・11合併号』（BAND STOCK）に収録されており、当時の演奏を視聴することができる。
すべてのシングル・アルバムにおいてアナログ盤での発売は無かったが、このシングルに限りプロモーション用に作成されたEP盤が存在する。また、カセットテープでも通常販売されている。
2001年1月24日には、氏神一番がリメイク版「O・EDO〜TOKYO21〜」を発売。プロサッカークラブ「FC東京」の公認応援歌である。　
最終的な売上は20万枚を記録。

## 収録曲
- 全編曲:KABUKI-ROCKS

1. お江戸-O・EDO-
作詞:糸井重里、作曲:加瀬邦彦
2. すみれSEPTEMBER LOVE
作詞:竜真知子、作曲:土屋昌巳